# Dimitris Lyacos
Dimitris Lyacos (Grieks: Δημήτρης Λυάκος) (geboren in Athene op 19 oktober 1966) is een Grieks dichter en toneelschrijver. Hij is de auteur van de Poena Damni-trilogie. Lyacos’ werk staat erom bekend dat het in een genre-overstijgende vorm thema’s uit de literaire traditie combineert met elementen uit rituelen, religie, filosofie en antropologie op een avantgardistische manier.
De Poena Damni-trilogie wisselt af tussen proza, drama en poëzie in een verscheurde verhaallijn die enkele leidmotieven uit de westerse canon weerspiegelt. Hoewel het volledige werk niet meer dan tweehonderd pagina’s beslaat, heeft de vervollediging ervan dertig jaar geduurd. De aparte boeken zijn in die periode herzien en opnieuw uitgebracht in verschillende edities. Ze zijn gestructureerd rond een cluster van concepten, waaronder de zondebok, de queeste, de terugkeer van de doden, verlossing, fysiek lijden en psychische aandoeningen. Lyacos’ personages bevinden zich altijd op een afstand van de samenleving; het zijn voortvluchtigen, zoals de verteller van Z213: Exit, verschoppelingen in een dystopisch hinterland, zoals de personages in With the People from the Bridge, of gestrand, zoals de protagonist van The First Death, wiens strijd om te overleven zich afspeelt op een woestijnachtig eiland. Poena Damni is omschreven als een “allegorie van ellende”, samen met werken van auteurs zoals Gabriel García Márquez en Thomas Pynchon. Het is erkend als een exponent van het postmoderne sublieme en als een van de voornaamste anti-utopische werken van de eenentwintigste eeuw.

## Biografie
Lyacos werd geboren in Athene, waar hij opgroeide en rechten studeerde. Tussen 1988 en 1991 woonde hij in Venetië. In 1992 verhuisde hij naar Londen, waar hij filosofie studeerde aan het University College London met de analytische filosofen Ted Honderich en Tim Crane, waarbij hij zich concentreerde op epistemologie, metafysica, Oudgriekse filosofie en Wittgenstein. In 2005 verhuisde hij naar Berlijn. Momenteel woont hij in Berlijn en Athene.

## Carrière

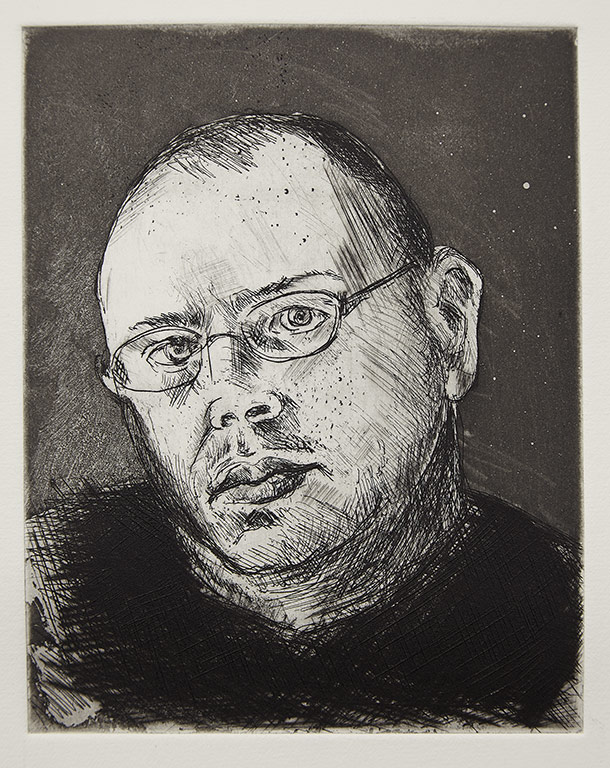
Dimitris Lyacos door Walter Melcher

In 1992 begon Lyacos een trilogie te schrijven met de verzamelnaam Poena Damni. De titel verwijst naar de zwaarste beproeving die de ongelovigen moeten doorstaan in de hel, namelijk het verlies van de visie van God. De trilogie heeft zich langzamerhand, gedurende dertig jaar, ontwikkeld als een “work in progress”. Het derde deel (The First Death) is eerst in het Grieks verschenen (Ο πρώτος θάνατος) en later vertaald naar het Engels, Spaans en Duits. Het tweede deel, met de titel “Nyctivoe” werd oorspronkelijk uitgebracht in het Grieks en het Duits en is in 2005 verschenen in het Engels verschenen. Het werk werd in 2014 vervangen door een nieuwe versie met de titel With the People from the Bridge.
Verschillende kunstenaars hebben Lyacos’ werk vormgegeven in talrijke artistieke media. De Oostenrijkse kunstenares Sylvie Proidl heeft in 2002 een reeks schilderijen voorgesteld in Wenen. In 2004 was er een Europese tournee van een geluids- en sculptuurinstallatie door beeldhouwer Fritz Unegg en BBC-producer Piers Burton-Page. In 2005 heeft de Oostenrijkse visuele kunstenares Gudrun Bielz een videokunstwerk voorgesteld dat geïnspireerd is op Nyctivoe. Tussen 2006 en 2009 voerde het dansgezelschap Myia in Griekenland een hedendaagsedansvoorstelling op van Nyctivoe. Een muziektheaterversie van Z213: Exit van de Griekse componisten Maria Aloupi en Andreas Diktyopoulos werd in 2013 opgevoerd door Das Neue Ensemble en de Griekse acteur Dimitris Lignadis.
Dimitris Lyacos was in 1998 samen met Les Murray Guest International Poet op het Poetryfest International Poetry Festival, Aberystwyth, Wales. Sindsdien heeft hij lezingen gedaan en over zijn werk gesproken op verschillende universiteiten ter wereld, onder meer Oxford, Trieste, Hongkong en Nottingham. In 2012 was hij auteur in residentie op het International Writing Program van de University of Iowa. Hij is een van de meest recente Griekse auteurs die internationale erkenning heeft verworven. Poena Damni is het meest besproken Grieks literair werk van de laatste decennia, en Z213: Exit is misschien wel het bestverkopende boek van hedendaagse Griekse poëzie in Engelse vertaling. Lyacos was als auteur te gast op het International Literature Festival van Tbilisi in 2017. In 2018 vertegenwoordigde hij Griekenland op het Transpoesie Festival in Brussel. Hij was als auteur te gast op het International Literary Festival van Pristina in 2020.

## Poena Damni

### Samenvatting/context
De trilogie past in een context van tragische poëzie en episch drama, maar dan met een duidelijke postmoderne insteek. Ze verkent de diepgaande structuur van de tragedie in plaats van de formele kenmerken en is daarom een post-tragisch werk genoemd. Het werk is doordrongen van Homeros, Aischylos en Dante, maar ook van de duistere aspecten van de romantische poëzie, in combinatie met symbolisme, expressionisme en een intense fascinatie voor religie en filosofie. Poena Damni wordt daarom eerder gekoppeld aan de hoogmodernistische traditie van James Joyce en Virginia Woolf, ondanks zijn postmoderne kenmerken. Het eerste van de drie delen, Z213: Exit (Z213: ΕΞΟΔΟΣ), vertelt hoe een man ontsnapt uit een bewaakte stad en door een soms angstaanjagend droomlandschap reist. In het tweede boek, With the People from the Bridge (Με τους ανθρωπους απο τη γεφυρα), wordt de protagonist van Z213: Exit een eerstegraads verteller die verschijnt als een toeschouwer van een geïmproviseerd toneelstuk dat wordt opgevoerd onder de gewelven van een vervallen treinstation. Het derde boek, The First Death (Ο Πρώτος Θάνατος), begint met het beeld van een man die gestrand is op een rotseiland en beschrijft zijn strijd om te overleven, maar ook de ontbinding van zijn lichaam en het ontrollen van zijn geheugen.

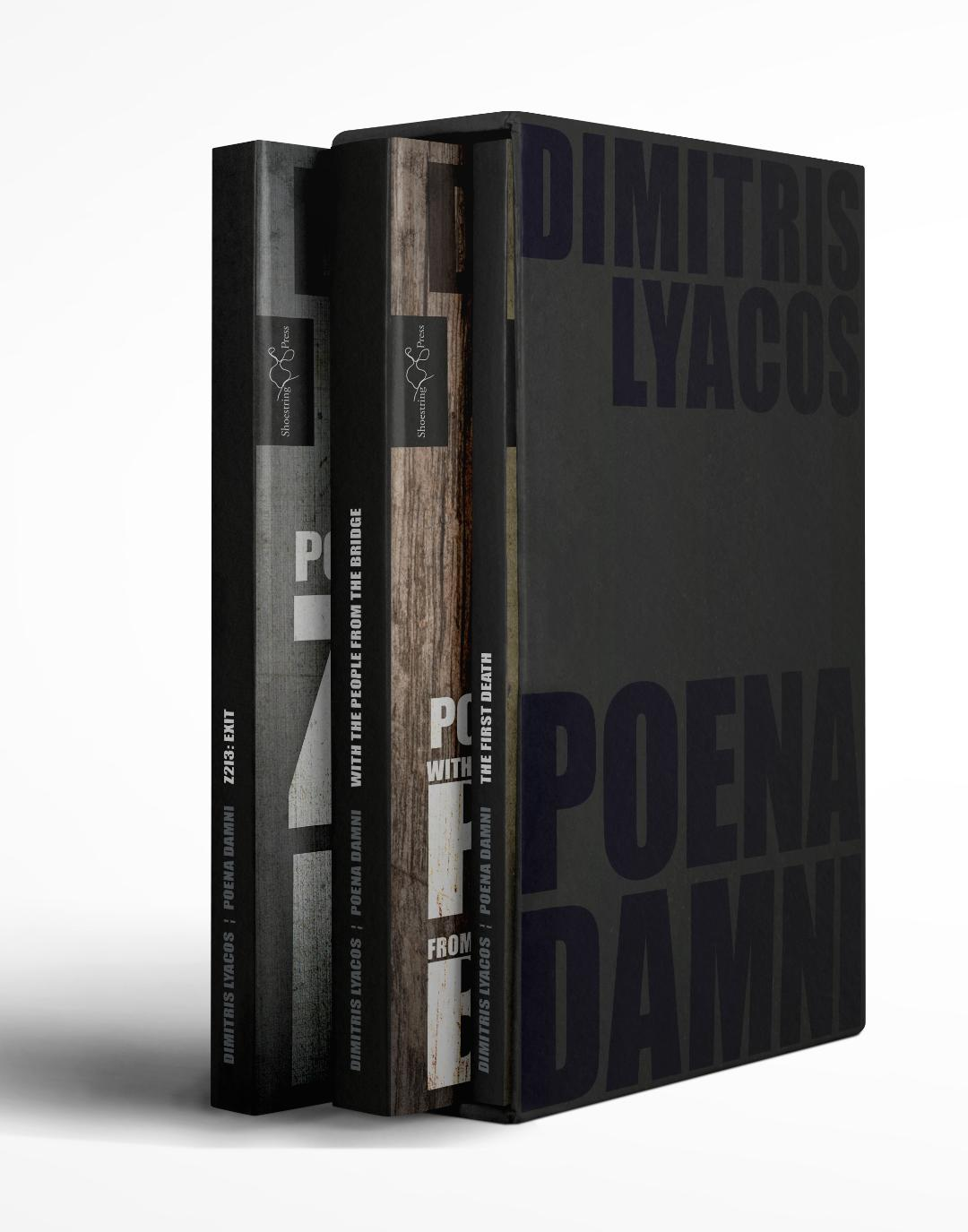
De Poena Damni-trilogie

### Classificatie
Het is niet eenvoudig om het werk te classificeren, omdat het de vaste genregrenzen overstijgt. Z213: Exit plaatst elementen uit de Griekse canon in een nieuwe context — inclusief de ontsnapte held en de devote reiziger. Het neemt vaak een narratieve vorm aan, in een combinatie van poëzie en proza. In With the People from the Bridge verschuift de trilogie naar een dramatische representatie van het personage en de situatie, en ten slotte vervalt ze in een soort harde, lyrische poëzie die wordt ingezet om de ontbinding en de uiteindelijke apotheose van het lichaam af te beelden in The First Death. De mogelijke afwijkingen tussen de perceptie en de objectieve buitenwereld worden verkend; de lezer volgt de onregelmatige stroom van interne monologen die voortkomt uit gebeurtenissen in de buitenwereld maar uiteindelijk weerspiegeld wordt in de denkende en voelende vlakken van de geest van de protagonist. Anderzijds worden een vreemde setting en de zich ontvouwende droomgebeurtenissen voorgesteld met een indrukwekkende betrouwbaarheid, wat op een alternatieve werkelijkheid wijst of een verborgen dimensie van de wereld onthult. Vanuit dat perspectief is het werk geïnterpreteerd als een soort surfictie, waarin de wereld die in de trilogie wordt afgebeeld de lezer een open ruimte biedt om zijn of haar eigen eigen geïnternaliseerde versie toe te voegen.

### Z213: EXIT
Z213: Exit gebruikt de palimpsest als middel om een fictief weefsel voor te stellen dat elementen uit zowel antieke en moderne bronnen als de “dialoog” tussen de twee protagonisten combineert. Het is samengesteld uit een reeks gefragmenteerde teksten in een fictief dagboek dat de ervaringen van een anonieme protagonist beschrijft tijdens een treinreis in een onbekend land. De man is vrijgelaten - of ontsnapt - na een periode van opsluiting die elliptisch beschreven wordt in zijn dagboek en doet denken aan een soort ziekenhuis, gevangenis, getto of enclave. Zijn daaropvolgende omzwervingen in desolate landschappen op de rand van de werkelijkheid spelen zich af in een nauwkeurig beschreven, en ietwat kafkaëske, sfeer. Daardoor wordt het punt benadrukt dat de meest droomachtige gebeurtenissen ook de meest werkelijke zijn. Onderweg graaft de protagonist dieper in wat een quasi-religieuze queeste lijkt te zijn. Tegelijkertijd introduceert zijn toenemende gevoel dat hij achtervolgd wordt een element van spanning en een film noir-sfeer. De tekst leunt daardoor aan bij het metafysische, maar doet ook denken aan een privédetective uit L.A. die in een detectiveroman uit de jaren 1940 op de rand staat van een ongelooflijke ontdekking. Z213: Exit eindigt met de omschrijving van een offer, waar de protagonist en een “hongerige groep feestvierders” het nog blatende lijfje van een lam opensnijden en villen, zijn ingewanden verwijderen en het braden aan het spit, alsof het een heilig ritueel betreft.

### With the People from the Bridge
With the People from the Bridge leunt aan bij het verhaal van een personage dat doet denken aan de demonische Gerasene uit het Evangelie van Marcus. Het personage leeft in een kerkhof, gekweld door demonen, en snijdt met stenen in zijn eigen huid. Hij betreedt de tombe van zijn dode geliefde en probeert de kist te openen waarin ze zich bevindt. Haar lichaam is niet ontbonden en de kracht van zijn verlangen reanimeert haar lichaam, waarna wordt beschreven hoe ze opnieuw tot leven komt. Het graf wordt een “mooie, private plek” voor geliefden die elkaar nog steeds kunnen omhelzen.
Het verhaal wordt verteld vanuit verschillende perspectieven, op basis van het thema van de teruggekeerde persoon door middel van de eerstepersoonsvertellingen van vier personages: een man die bezeten is door demonen probeert het lichaam van zijn geliefde opnieuw tot leven te wekken maar belandt uiteindelijk naast haar in het graf. De actie is omhuld door een context die doet denken aan een festival voor de doden, maar ook aan een epidemie van vampieren. Er zijn duidelijke verwijzingen naar de christelijke traditie en eschatologie. Dit tweede deel eindigt in een gezamenlijke bespiegeling van collectieve verlossing, die uiteindelijk onopgelost blijft na een laatste narratieve bocht.

### The First Death

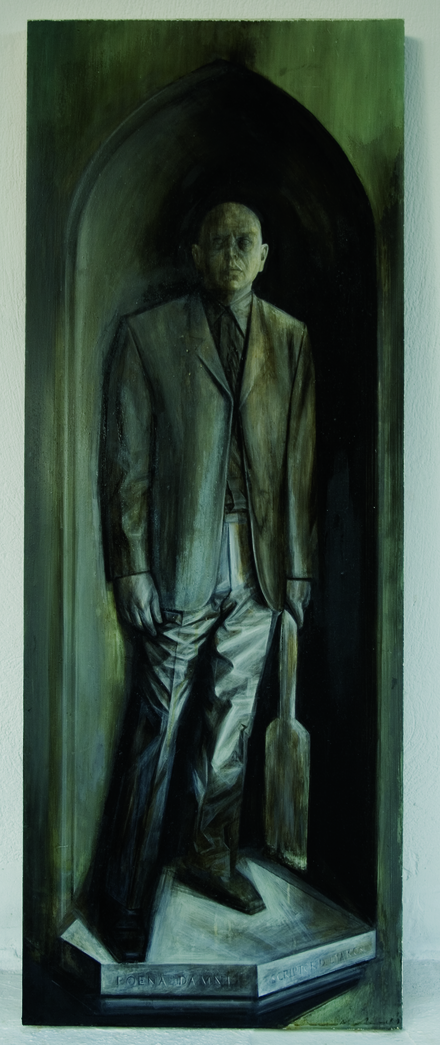
Dichter Lyacos met een bat. Yiannis Melanitis, olieverfschilderij op houten paneel, 104 × 39,2 cm, 2012-13.

In The First Death wordt het verminkte lichaam dat tegen de rotsen aan schuurt en een onafgebroken ontbinding ondergaat een plaats ontzegd, fysiek en mentaal, want zelfs de mechanismen van het geheugen zijn ontwricht. Toch blijft de band tussen mens en lichaam die het leven waarborgt, bestaan. “Op dat punt zonder substantie/ waar de wereld botst en zich afscheidt” komen de mechanische instincten van de kosmos ratelend in actie en slingeren ze deze onherleidbare substantie terug de ruimte in - en wekken zo misschien een toekomstige wedergeboorte op.

### Van trilogie naar tetralogie:Until the Victim Becomes our Own
In een interview met Lyacos voor 3:AM Magazine kondigde vertaler Andrew Barrett aan dat hij momenteel het nieuwe “work-in-project” van de auteur aan het vertalen is. De titel van het werk is Until the Victim Becomes our Own en het wordt beschouwd als boek “nul” dat Poena Damni zal veranderen in een tetralogie. Volgens Barrett verkent het nieuwe boek bloedvergieten als de bouwsteen van de maatschappij en als de uiteindelijke plaats van het individu in een wereld “die doordrongen is van institutioneel geweld”.

## Erkenning
Poena Damni is mogelijk een van de meest gerecenseerde en best onthaalde werken uit de hedendaagse Griekse literatuur in vertaling. In de winter van 2021 waren er maar liefst 69 internationale recensies gewijd aan de verschillende edities. De trilogie is “een van de meest besproken en meest geprezen werken uit de hedendaagse Europese literatuur” genoemd. Het werk onderscheidt zich door de creatieve overstijging van het onderscheid tussen modernisme en postmodernisme, terwijl het tegelijkertijd gebaseerd is op een groot aantal canonieke teksten uit de westerse literatuur. De meeste recensenten schrijven over het gebruik van een complex netwerk van tekstuele verwijzingen en parafraseringen van klassieke en Bijbelse werken, alsook de onconventionele stijl en aard van het werk. Anderzijds merkte een recensent op dat “hoewel het prachtig geschreven en hartverscheurend is, de gruwelijke details van sommige passages [haar] angst inboezemden telkens ze een bladzijde omsloeg” en waarschuwde ze haar lezers voor de inhoud. Tijdens de coronapandemie heeft Poena Damni de aandacht getrokken als "een duizelingwekkend werk dat zowel archetypisch, transcendent en bijzonder toepasselijk is op deze specifieke periode". De trilogie heeft aanleiding gegeven tot wetenschappelijke analyses en maakt deel uit van verschillende universitaire curricula over postmoderne fictie. Lyacos’ naam valt regelmatig in de context van de Nobelprijs voor Literatuur.

## Meer informatie

### Geselecteerde recensies
- Een essay van Garrett Phelps, waarin hij Lyacos' postmoderne affiniteiten verkent in Asymptote Journal
- Een essay van 6.000 woorden door Robert Zaller, waarin hij Lyacos' trilogie analyseert in het Journal of Poetics Research
- Poena Damni, een recensie-essay van Toti O'Brien. Ragazine Magazine, mei 2019, Los Angeles
- Een bijzonder stuk over Dimitris Lyacos' trilogie in Bitter Oleander Magazine,[7] inclusief uitgebreide fragmenten en een lang interview met de auteur
- Overzicht van de Poena Damni-trilogie in Cleaver Magazine

### Geselecteerde interviews
- Entangled Narratives and Dionysian Frenzy: An interview with Dimitris Lyacos. 3:AM Magazine, september 2020, VK.
- Neighboring Yet Alien: An interview with Dimitris Lyacos. Los Angeles Review of Books, september 2019, Los Angeles, VS.
- A Dissociated Locus: Dimitris Lyacos Interviewed by Andrew Barrett. BOMB (magazine), november 2018, New York, VS.
- Callie Michail interviews Dimitris Lyacos in Berfrois, november 2018, Londen, VK.
- John Taylor interviews Dimitris Lyacos. Gulf Coast (magazine), Issue 30.1, Winter/Spring 2018, Houston VS, (pp. 277–286).[80]
- Een interview met de auteur in The Writing Disorder Magazine
- John Taylor interviews Dimitris Lyacos. New Walk, Issue 12, Spring/Summer 2016, Leicester VK.

## Referentielijst
1. ↑  Gearchiveerd manuscript (26 juli 2013). Gearchiveerd op 4 maart 2016. Geraadpleegd op 4 april 2016.
2. ↑  Dimitris Lyacos: Poena Damni: I: Z213: Exit; II: With the People from the Bridge; III: The First Death. Review by Chris Hartman. Pangyrus, July 2019, Cambridge, MA..
3. ↑  [www.asiancha.com "Cha: An Asian Literary Journal - The Precarious Destitute: A Possible Commentary on the Lives of Unwanted Immigrants"].
4. ↑  Andrew Barrett. Melting Among Echoes: The Elusive Narrative Voice of Z213: Exit. Aquifer - The Florida Review, August 2019..
5. 1 2 3  Grab the Nearest Buoy on Dimitri Lyacos' Poena Damni.
6. 1 2  Nota Benes, March 2017.. World Literature Today (15 februari 2017).
7. 1 2 3 4  Roth, Paul B.  (Spring 2016). Preface to Dimitris Lyacos, Special Feature, The Bitter Oleander Journal. The Bitter Oleander Journal  2016 (Volume 22, No 1)
8. ↑  The Ofi Press Magazine. Gearchiveerd op 3 april 2004. Geraadpleegd op 5 maart 2021.
9. ↑  [www.asiancha.com Cha: An Asian Literary Journal - The Precarious Destitute: A Possible Commentary on the Lives of Unwanted Immigrants.].
10. ↑  Dimitris Lyacos: Poena Damni: I: Z213: Exit; II: With the People from the Bridge; III: The First Death. Review by Chris Hartman. Pangyrus, July 2019, Cambridge, MA.
11. ↑  Williams, Mukesh. Representations of Self-Actualizing Women in Haruki Murakami and Leo Tolstoy. Studies in the English Language & Literature No. 77 2015 page 34. Gearchiveerd op 12 augustus 2016. Geraadpleegd op 5 maart 2021.
12. ↑  Shaw, Philip (21 april 2017). The Sublime – via Google Books. Routledge. ISBN 9781317508861.
13. ↑  Widdicombe, Toby; Morris, James M.; Kross, Andrea (21 juni 2017). Historical Dictionary of Utopianism – via Google Books.. Rowman & Littlefield. ISBN 9781538102176.
14. ↑  https://ralphkjones.com/2019/09/17/dystopian-literature-21st-century-2000-2010/. Gearchiveerd op 26 september 2019. Geraadpleegd op 5 maart 2021.
15. ↑  Careers & Destinations. UCL Philosophy. Gearchiveerd op 12 maart 2018. Geraadpleegd op 26 juli 2018.
16. 1 2  http://www.shoestring-press.com/2014/10/with-the-people-from-the-bridge/. Gearchiveerd op 22 januari 2021. Geraadpleegd op 5 maart 2021.
17. ↑  Z213: EXIT - Chapter 8 (part 33-end). via soundcloud.com.
18. ↑  Dimitris Lyacos | International Writing Program. Iwp.uiowa.edu. Geraadpleegd op 27 juli 2013.
19. 1 2 3  King, Mark  (April 2017). A review of Z213: Exit. The Literary Nest, Issue 1  2017
20. ↑  Taylor, John  (Spring/Summer 2016). John Taylor interviews Dimitris Lyacos. New Walk Magazine, Issue 12  2016
21. ↑  Sakellis, Eleni, "[The National Herald, New York Some works of world-renowned poet Dimitris Lyacos]", 20-26 februari 2016, pp. 9.
22. 1 2  Eucharist: Dimitris Lyacos's "With the People from the Bridge. Geraadpleegd op 7 maart 2016.
23. ↑  Litteraire, uitgave 12. Gearchiveerd op 19 januari 2017. Geraadpleegd op 5 maart 2021.
24. ↑  Participants of the Tbilisi 3rd International Festival of Literature. tbilisilitfest.ge.
25. ↑  http://transpoesie.eu/poets/801.
26. 1 2  https://polipfestival.wordpress.com/authors/.
27. ↑  Cleaver Magazine - POENA DAMNI TRILOGY by Dimitris Lyacos reviewed by Justin Goodman.
28. 1 2 3 4  A review of Z213: EXIT by Dimitris Lyacos – Compulsive Reader.
29. ↑  Ilias Bistolas, Poena Damni - Z213: Exit. Southern Pacific Review, January 2017. Gearchiveerd op 21 februari 2017. Geraadpleegd op 5 maart 2021.
30. ↑  Verlagshaus J. Frank: Quartheft 08 | Der erste Tod | Dimitris Lyacos. Belletristik-berlin.de. Gearchiveerd op 14 juli 2013. Geraadpleegd op 14 juli 2013.
31. ↑  Z213: Exit by Dimitris Lyacos. Theadirondackreview.com. Gearchiveerd op 4 maart 2016. Geraadpleegd op 27 juli 2013.
32. ↑  Robert Zaller. Recent Translations from Shoestring Press. The Journal of Modern Greek Studies, Volume 19, 2001/ Johns Hopkins University Press.
33. ↑  A review of Dimitris Lyacos's With the People from the Bridge Katie Bodendorfer Garner. The Packingtown Review, May 2016, Chicago.
34. ↑  From the Ruins of Europe: Lyacos's Debt-Riddled Greece. Tikkun.
35. ↑  A Review of "Poena Damni, Z213: EXIT" by Dimitris Lyacos, Translated by Shorsha Sullivan. Decompmagazine.com (17 juli 2011). Geraadpleegd op 27 juli 2013.
36. ↑  Project MUSE - Robert Zaller. Recent Translations from Shoestring Press. Muse.jhu.edu. Geraadpleegd op 27 juli 2013.
37. ↑  Dimitris Lyacos – Mediterranean Poetry.
38. ↑  Flucht als Heiligenpassion. Review by Peter Oehle. Fixpoetry (juli 2020). Gearchiveerd op 5 februari 2021. Geraadpleegd op 5 maart 2021.
39. 1 2  Carter, Will  (2017). Review of Z213: Exit. Ezra Journal of Translation, Vol 12  Spring 2017
40. ↑  Z213: EXIT: Poena Damni (3 februari 2017).
41. 1 2  O'Loughlin, Z213: Exit (Poena Damni) by Dimitris Lyacos. Writing.ie (26 oktober 2017).
42. ↑  ARCHIVE - Surfiction - monstrouspossibility. archives.evergreen.edu.
43. ↑  Fran Mason (2016). Historical Dictionary of postmodern Literature and Theater (tweede editie). Rowman and Littlefield, pp. 276-77.
44. ↑  Review: Z213: Exit (Poena Damni) by Dimitris Lyacos (21 februari 2017).
45. ↑  A Review of the Trilogy by Talia Franks. Word for Sense (juli 2020).
46. ↑  "Z213: Exit". The Missing Slate (7 maart 2017). Gearchiveerd op 11 juni 2019. Geraadpleegd op 5 maart 2021.
47. ↑  Dew, Spencer  (juli 2011). Dimitris Lyacos' Z213: Exit. Decomp Magazine  2011
48. ↑  Z213: EXIT by Dimitris Lyacos (Second Edition). Review by C.L. Bledsoe. Free State Review, October 2017, Maryland VS. Gearchiveerd op 4 oktober 2017. Geraadpleegd op 4 oktober 2017.
49. ↑  Cha: An Asian Literary Journal - A Philosophy of Exits and Entrances: Dimitris Lyacos's Poena Damni, Z213: Exit. Asiancha.com. Geraadpleegd op 27 juli 2013.
50. ↑  Poena Damni Z213: Exit by Dimitris Lyacos Gets Worthy Translation from Shorsha Sullivan. heopiatemagazine.com (12 februari 2017).
51. ↑  Review: Dimitris Lyacos's Z213:EXIT, a world gone mad. Liminoid Magazine. Gearchiveerd op 26 februari 2020. Geraadpleegd op 5 maart 2021.
52. ↑  O' Sullivan, Michael  (februari 2011). A philosophy of exits and entrances: Dimitris Lyacos' Poena Damni, Z213 Exit. Cha An Asian Literary Journal, Issue 13, February 2011.  2011
53. ↑  Poena Damni, A Review Essay by Toti O'Brien. Ragazine Magazine, May 2019, Los Angeles.
54. ↑  Book Review With the People from the Bridge, by Chris Duncan. Gearchiveerd op 22 juni 2015. Geraadpleegd op 22 juni 2015.
55. ↑  Lyacos, Nyctivoe Libretto 5. Ctl-presse.de. Geraadpleegd op 27 juni 2013.
56. ↑  With the People from the Bridge by Dimitris Lyacos. Review by John Howard. Wormwood, I, Issue 26 (Spring 2016). Gearchiveerd op 24 september 2020. Geraadpleegd op 5 maart 2021.
57. ↑  Tony Malone, Poena Damni - The First Death by Dimitris Lyacos. Tony's Reading List, Melbourne, September 2019.
58. ↑  NonFiction. The Writing Disorder. Gearchiveerd op 4 maart 2016. Geraadpleegd op 27 juli 2013.
59. ↑  vertaald door Shorsha Sullivan (2000). The First Death, Poena Damni. Shoestring Press, p. 32.
60. 1 2  Entangled Narratives and Dionysian Frenzy: An Interview with Dimitris Lyacos.
61. ↑  https://www.asymptotejournal.com/blog/2019/03/27/grab-the-nearest-buoy-on-dimitri-lyacos-poena-damni.
62. ↑  Dimitris Lyacos - Dimitris Lyacos - Greece/Italy. tbilisilitfest.ge.
63. ↑  https://www.lyacos.net/reviews.
64. ↑  Gearchiveerde versie. Gearchiveerd op 19 augustus 2017. Geraadpleegd op 19 augustus 2017.
65. ↑  A Column of Cloud and a Column of Fire.
66. ↑  https://www.berfrois.com/2018/11/berfrois-interviews-dimitris-lyacos/.
67. ↑  Andrew Barrett. Melting Among Echoes: The Elusive Narrative Voice of Z213: Exit.
68. ↑  https://www.spot.ph/newsfeatures/58128/10-unconventional-books-worth-checking-out.
69. ↑  A Review of the Trilogy by Talia Franks. Word for Sense, July 2020, Boston USA.
70. ↑  Dimitris Lyacos' Z213: Exit (Volume 1 of Poena Damni) Reviewed by Aaron Schneider, The Temz Review, Ontario, Canada, Issue 14, Winter 2021.
71. ↑  https://www.literaturhaus.at/index.php?id=205&tx_ttnews%5Btt_news%5D=3162&cHash=96f48cca42dc3582886c02194c0851d2.
72. ↑  16:15-17:45 Seminar Experimentelle Literatur. Thema der Sitzung: „Dimitris Lyacos Με τους ανθρώπους από τη γέφυρα (Mit den Menschen von der Brücke)“, Jonas Heß. Gearchiveerd op 5 december 2023. Geraadpleegd op 5 maart 2021.
73. ↑  hec.gov.pk (pp. 187-188). Gearchiveerd op 14 april 2018. Geraadpleegd op 14 april 2018.
74. ↑  https://morose-mary.blogspot.com/2019/08/nobel-prize-for-literature-2019.html.
75. ↑  https://www.klakverlag.de/author-biography/lyacos-dimitris/.
76. ↑  https://www.rivistaclandestino.com/poena-damni-estratti-di-dimitri-lyacos/.
77. ↑  http://www.critiqueslibres.com/i.php/forum/sujet/13607.
78. ↑  https://blog.nli.org.il/mussach-91-ubeivrit/?fbclid=IwAR1JvnxfhXf0GmsRkv1lus5YrJoKb7fkUMeR5vlr0KaHM_783PxxFI6yMcY.
79. ↑  https://revistaechinox.ro/2021/02/dimitris-lyacos/.
80. ↑  An Interview with Dimitris Lyacos - Gulf Coast: A Journal of Literature and Fine Arts.

- Gemeinsame Normdatei: 123358736
- International Standard Name Identifier: 0000 0000 4723 8439
- Library of Congress Control Number: no2001021327
- Nederlandse Thesaurus van Auteursnamen: 133838927
- Système universitaire de documentation: 151572089
- Virtual International Authority File: 64912662
- WorldCat: E39PBJxxgY4879V3vp8dPVJbh3